# Caspar Stoll
Caspar Stoll (* zwischen 1725 und 1730 in Landgrafschaft Hessen-Kassel; † Dezember  1791 in Amsterdam)  war ein deutscher Entomologe.

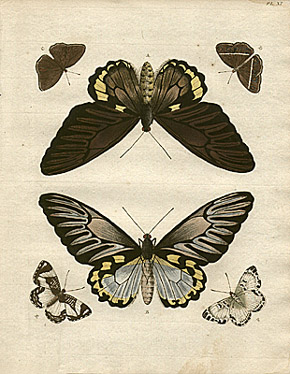
Illustration aus dem Schmetterlingsbuch von Pieter Cramer und Caspar Stoll, Uitlandische Kapellen

Stoll war 1746 mit seinem Bruder in Den Haag nachgewiesen und lebte später in Amsterdam, wohin er vor 1769 zog und wo er bei der Admiralität angestellt war. 1761 heiratete er in Scheveningen und hatte acht Kinder, von denen vier in Den Haag getauft wurden und vier in Amsterdam (zwei davon starben früh). Hauptberuflich war er zeitweise Notar. Zu den Taufpaten seiner Kinder gehörten Wilhelm V. (Statthalter der Niederlande) und Baron Rengers, beide als Schmetterlingssammler bekannt. Er besaß ein Haus nahe der Prinsengracht in Amsterdam, das er 1778 kaufte. Nach dem Tod seiner ersten Frau 1786 heiratete er kurz vor seinem Tod erneut (und hatte mit seiner aus Hamburg stammenden zweiten Frau zwei Kinder). Seine zweite Frau heiratete nach seinem Tod den Bürgermeister von Edam. Stoll wurde am 2. Januar 1792 in der Noorderkerk begraben.
Er war mit dem Schmetterlingssammler und Kaufmann Pieter Cramer verbunden und gab mit dessen Neffen nach Cramers Tod 1776 dessen reich illustriertes Werk über ausländische Schmetterlinge heraus (Uitlandische Kapellen, Amsterdam 1775 bis 1782). Dabei verfasste er einen Teil des Textes selbst (nach seinen eigenen Angaben in dem Werk waren bei Cramers Tod 8 Lieferungen mit 84 Tafeln fertig, den Rest habe er (Stoll) selbst verfasst). 1787 bis 1791 veröffentlichte er einen Supplementband (Aanhangsel) mit 42 Tafeln. Das Werk ist für die Entomologie von Bedeutung wegen der hervorragenden Illustrationen und der erstmaligen Verwendung des Linnéschen Systems bei exotischen Schmetterlingen.
Außer über Schmetterlinge veröffentlichte er auch über andere Insekten, so über Grillen, Wanzen und Gespenstschrecken (Phasmatodea). Verleger seiner Bücher in Amsterdam war Jan Christiaan Sepp (1739–1811).
Er war Mitglied der Naturforschenden Gesellschaft zu Halle.

## Schriften
- mit Pieter Cramer: De uitlandsche Kapellen voorkomende in de drie Waereld-Deelen Asia, Africa en America, 33 Teile in 4 Bänden, Amsterdam 1775 bis 1782
- Des ... Caspar Stoll' natürliche und nach dem Leben gemalte Abbildungen und Beschreibungen der Cikaden und Wanzen, und anderer ... Insekten ... Aus dem Holländischen übersetzt, Nürnberg: Winterschmidt, 7 Hefte, 1781 bis 1792 (Übersetzung J. C. Heppe)
- Beschreibung verschiedener Geschlechte Cikaden und Wanzen, Amsterdam: Sepp 1781
- Proeve van eene rangschikkinge der donsvleugelige insecten, Lepidopterae 1782
- De afbeeldingen der uitlandsche dag- en nagtkapellen, voorkomende in de vier deelen van het werk van wijlen den heere Peter Cramer: in orde gebragt en gevolgd naar mijne proeve van eene systematische rangschikkinge, Amsterdam 1787
- Natuurlijke en naar 't leven naauwkeurig gekleurde afbeeldingen en beschryvingen der spooken, wandelende bladen, zabelspringhaanen, krekels, treksprinkhaanen en kakkerlakken in alle vier deelen der waereld, Europa, Asia, Afrika en America huishoudende by een verzamelt en beschreeven door Caspar Stoll, oder: Représentation exactement colorée d’après nature des Spectres, des Mantes, des Sauterelles, des Grillons, des Criquets et des Blattes, qui se trouvent dans les quatre parties du monde, l’Europe, l'Asie, l’Afriques et l’Amérique., Amsterdam: Sepp 1787, 1790, 1815 (Stoll gab nur 4 Lieferungen der Spectres und eine der Locustes heraus, den Rest besorgte nach seinem Tod Houttuyn)
- Natuurlyke en naar 't leeven naauwkeurig gekleurde afbeeldingen en beschryvingen der cicaden en wantzen, in alle vier waerelds deelen Europa, Asia, Africa en America huishoudende, Amsterdam: Sepp 1780, 1788 bis 1790